# 水野良平
水野 良平（みずの りょうへい、 1899年10月9日 - 1978年8月22日）は、日本の天文技官、プラネタリウム解説者、伝道者、教育者。
東京天文台報時課長などを経て天文博物館五島プラネタリウム学芸課長（初代）に就任し、天文の普及に尽力した。筆名に「光川ひさし」がある。日本天文学会終身会員。ほがらかで温厚な人柄で知られた。

## 来歴
1899年10月19日、神奈川県横須賀市に生まれる。父は海軍の軍人であった。のちに東京に移住し、主に麻布飯倉片町で育った。
1912年3月、麻布小学校を卒業（12歳）。
1917年3月18日、麻布メソジスト教会（鳥居坂教会）で倉長巍牧師から受洗（17歳）。幼少のころから日曜学校に通っていた。
1918年、東京高等師範学校附属中学校を卒業し、東京物理学校（のちの東京理科大学）に入学（18歳）。
1921年4月、麻布教会の日曜学校の教師となる（21歳）。
1922年、東京物理学校を卒業し、東京大学航空研究所に就職（22歳）。
1923年8月、東京府東京市麻布区にあった東京天文台に入台（23歳）。報時の観測と研究に携わる。
1924年、東京天文台が北多摩郡三鷹村（現：東京都三鷹市）の現在地に移転。
1927年4月29日、日曜学校の生徒だった淑子と結婚（27歳）。のちに二男一女をもうける。
1927年5月、日曜学校の校長となる（27歳）。
1928年の秋、子供会（毎週水曜日に子どもに賛美歌を教え、聖書について話す会）を行う場所として、自身の官舎（天文台の敷地内）の隅に10畳足らずのバラック小屋を建てる。
1932年4月、官舎に建てた小屋に幼稚園「つぼみ会」を開設（32歳）。
1938年3月、「つぼみ会」を閉じる（38歳）。
1939年春から1年間、『小学生の科学』（誠文堂新光社）に「光川ひさし」名で「宇宙見学旅行」を連載。1940年7月、連載をまとめた『宇宙旅行』を発刊し、戦後（1948年）には著者名を本名に改めて上下巻で再刊された。
1939年5月3日、日本天文学会庶務理事に就任（39歳）、戦争を挟んで戦後までその任にあった。
1940年4月、官舎を出て武蔵境に家を持つ（40歳）。
1946年4月20日、東京科学博物館（国立科学博物館）において戦後はじめて行われた第1回天文学普及講座に登壇（46歳）。以降、天文学普及講演会と名を変えたのちにも多数登壇することとなる。
1947年7月、自宅を改造して武蔵境伝道所を開き、東京天文台を辞するまで運営する（47歳）。
1950年4月、東京天文台の報時課長を辞し、横須賀学院に主事・理科教員として奉職（50歳）。
1950年ごろ、水野が横須賀学院に奉職していることを知った河原郁夫が水野のもとを訪ねる。
1950年12月、横須賀中央教会を設立したという（51歳）。1952年6月、同教会は正式に日本基督教団に加盟し横須賀小川町教会となった（52歳）。
1952年9月に設立された横須賀天文学会の会長となる（52歳）。同会には学生だった河原郁夫や小林弘忠が参画し、1956年ごろまで活動した。
1956年、横須賀学院を辞し、翌年春に開館する天文博物館五島プラネタリウムの責任者（学芸課長）として設立準備に携わる。準備委員会の鏑木政岐と村山定男の熱心な説得を受けたものであった。
1957年4月1日、天文博物館五島プラネタリウムが開館（57歳）。有楽町にあった東日天文館（毎日天文館）が焼け落ちてから12年ぶりに東京に復活したプラネタリウムを学芸課長として取りしきった。
1964年10月、横須賀に購入した土地に1年半かけて自力で建設した天文ドームが完成、平作天体観測所と称した（64-65歳）。ブロックを3mほど円形に積み上げ、その上に耐水のベニヤ板を張ったドームを載せており、回転部分はオートバイのチェーンとギアを組み合わせたという。しばしば武蔵境の自宅から通った。
1966年7月、前年に建設した平作天体観測所に隣接して住居をつくり、武蔵境から横須賀に転居（66歳）。
1969年7月21日、アポロ11号が人類初の月面着陸に成功した。五島プラネタリウムではNHKのスタジオとNASAのジョンソン宇宙センターから送られてくる映像との三元中継を含むティーチイン（英語: Teach-in）が午前0時から行われた。午後2時半からは東京12チャンネルのスタジオと宇宙との中継番組がドームで無料公開され、水野も番組に出演した。
1972年1月10日、15年間にわたってその職にあった五島プラネタリウムの学芸課長を退任し、嘱託となる（72歳）。
1974年1月10日、五島プラネタリウムの現場から離れる（74歳）。その後も同館の評議員・学芸委員・星の会委員を務めた。
1977年4月、和泉短期大学教授に就任（77歳）。
1977年11月2日、昭和天皇の臨席のもと行われた国立科学博物館開館100周年記念式典において、天文学普及講演会（当初は天文学普及講座）の最多登壇者として表彰された（78歳）。
1978年8月22日、死去。78歳没。

## 人物
明るく温厚な性格であり、自身のことをしばしば「頭は太陽のごとく、顔は満月のごとく、目は星のごとく、ほんにお前はプラネタリウム」と表現していた。ほんとうに話し好きで、風邪をひいていても話しているうちに治ってしまうと称しており、実際そのように見受けられたという。
信仰心が厚く、教育にも熱心で、東京天文台時代には“本職は教会の日曜学校の教師であり、余技として天文台に勤めている”と称していたという。東京天文台の敷地内にあった官舎の隅に小屋を建て、幼稚園をつくり、台長から用務員まですべての天文台職員の子どもを引き受けた。
東京天文台在職時は報時を専門として多数の論考を発表した。そのころから一般向けに筆名として用いたのが「光川ひさし」である。「光川」とは天の川のことで、この光はいついつまでも久しく、ということで名づけたという。
天文誌や一般誌に多くの寄稿を行い、著作を残した。同じ雑誌の同一号に本名と筆名の両方で寄稿することもあった。浩宮（今上天皇）は、子どものころ水野の著書『小学生百科 星と神話―星座と神話伝説』を愛読し、星に強い関心を持っていた。1963年に発刊された点字図書『宇宙と星の話』（日本盲人キリスト教伝道協議会）は底本が『ベツレヘムの星』(1959)であり、2019年時点でも入手可能である。
一般向けの講演も多く、なかでも国立科学博物館の天文学普及講演会（当初は天文学普及講座）への登壇は、1946年4月20日の第1回から始まり、1977年末までの372回のうち実に180回以上にわたった。水野は最多登壇者として1977年11月2日に行われた同館の開館100周年記念式典において表彰された。
東京天文台に27年間在籍したのち、報時課長の職を辞して、新設されたキリスト教系の横須賀学院に奉職。その6年後、天文博物館五島プラネタリウムの責任者として白羽の矢が立った。要請を承けた水野は設立準備に尽力し、1952年の開館後は学芸課長を14年間務めた。その後も2年間の嘱託を経て、1978年に死去するまで評議員・学芸委員・星の会委員を務めた。
死去の翌年、直弟子の河原郁夫（神奈川県立青少年センター天文課長、日本プラネタリウム研究会会長）は、日本のプラネタリウム関係者で水野の影響を間接的にでも受けていない人はいないと記している。
五島プラネタリウム開館当初は、毎月のテーマに沿って水野が解説概要を作成し、それをもとに草下英明、大谷豊和、小林悦子、河原郁夫が投影に臨んだという。後進を指導する際の口癖として「何をするにもまずその人がいなければならないという存在になる必要がある。しかし、やがては、その人がいなくてもやっていけるようにしていかなければならない」というものがある。
ふつうはアマチュアからプロになるものだが、逆にプロからアマになった、とよく語っていた。プラネタリウム解説でも、最初は星座の神話については語っていなかったのが、晩年は他の解説者よりも多く語っていたという。
野尻抱影によれば、ラスアルハゲ（へびつかい座アルファ星）を最初に“禿げ頭”と解説したのは水野であり、野尻は「名訳」だとしている。
五島プラネタリウムの初代解説員で、2021年に90歳で死去する前日まで64年間にわたってほぼ途切れることなくプラネタリウム解説に携わった河原郁夫は、水野の愛弟子である。横須賀に在住していた河原は、15歳のときに天文月報で知った第1回天文学普及講座（東京科学博物館）を聴講して以降、何度か水野の謦咳に接していた。水野が横須賀学院に奉職したことを知った河原は、さっそく水野のもとを訪ね、交流が始まった。河原は水野が卒業した東京理科大学に進み、水野が設立にかかわった横須賀小川町教会で受洗し、水野を会長にいただく横須賀天文協会で会報の編集に従事し、水野が在職していた横須賀学院の教員となり、五島プラネタリウムの設立準備段階から水野に仕え、結婚時には水野が仲人を務めた。水野は河原について「全く、私とは兄弟か親子の関係」であると記している。水野と河原がともに五島プラネタリウムに在籍していた1957年11月に水野が出版した『最新天体写真集』は、ほとんど河原の著書と言っても過言ではないという。

## 著書
- 光川ひさし『宇宙旅行』僕らの科學文庫（誠文堂新光社、1940）
- 『宇宙旅行(上) 太陽系の巻』子供の科学文庫（誠文堂新光社、1948）
- 『宇宙旅行(下) 大宇宙の巻』子供の科学文庫（誠文堂新光社、1948）
- 『最新天体写真集』（法政大学出版局、1957）
- 『プラネタリウムの話 四季の星座』楽しい理科教室（恒星社厚生閣、1957）
- 『星と伝説』(目で見る児童百科)（偕成社、1958）
- 『時・暦・プラネタリウム』 (天文気象図鑑)（ポプラ社、1958）
- 『ベツレヘムの星 四季の星座と星の話』(キリスト教少年文庫)（新教出版社、1959）
- 『点字図書 宇宙と星の話』[42]（日本盲人キリスト教伝道協議会、1963） ※底本は『ベツレヘムの星』(1959)[41]
- 『星と神話 星座と神話伝説』小学生百科（偕成社、1967） ※『星と伝説』改題[2]
- 『宇宙の謎』（大陸書房、1969）
- 『星とともに』（私家版、1969）
- 『うずまく宇宙』 (正進社文庫、1972）

### 註釈
1. ↑  1939年4月号から1940年3月号まで。
2. ↑  戦後も筆名で投稿することがあった[9][10]。
3. ↑  天文月報1978年12月の「水野良平氏略歴」[3]には「1947年7月6日」とあるが、他の記述と齟齬がある。
4. ↑  横浜国立大学に在学、指導教官は神田茂。日本流星研究会の副会長を1969年から1981年まで務めた[25]。
5. ↑  鏑木とは東京天文台時代に机を並べており、鏑木が結婚して東京大学天文学教室に転出するまでの5年ほどは官舎が隣で家族ぐるみの交流があった[6]。
6. ↑  小学校高学年のころからニュートン式反射望遠鏡を愛用する長年の天文ファンであり[38]、2018年[39]と2022年[38]の皆既月蝕の際にも自らカメラで撮影した写真が公開されている。
7. ↑  本書のあとがきには「河原郁夫君が多大の力添えをして下さった」とある。